# (2055) Dvořák
(2055) Dvořák es un asteroide perteneciente al grupo de los asteroides que cruzan la órbita de Marte descubierto el 19 de febrero de 1974 por Luboš Kohoutek desde el Observatorio de Hamburgo-Bergedorf, Alemania.

## Designación y nombre
Dvořák se designó inicialmente como 1974 DB.
Más tarde fue nombrado en honor del compositor checo Antonín Dvořák (1841-1904).

## Características orbitales
Dvořák está situado a una distancia media de 2,31 ua del Sol, pudiendo acercarse hasta 1,59 ua y alejarse hasta 3,029 ua. Tiene una inclinación orbital de 21,49 grados y una excentricidad de 0,3115. Emplea en completar una órbita alrededor del Sol 1282 días.

## Características físicas
La magnitud absoluta de Dvořák es 12,7 y el periodo de rotación de 4,405 horas.